# Балкански куп у фудбалу за репрезентације
Балкански куп у фудбалу је међународно фудбалско такмичење које се са прекидима одржавано од 1929. до 1980. године. Учеснице су биле репрезентације земаља Балканског региона. 
Такмичење за први Балкански куп је трајао три године од 29. октобра 1929. до 29. новембра 1931. када је одиграна последња утакмица. На првом купу играле су четири репрезентације Румуније, Бугарске, Грчке, Југославије. Свака екипа је играла са сваком по две утакмице, једну као домаћин и једну у гостима. За победу су се добијала два бода, а за нерешени резултат по један бод. Први победник је била Румунија која је у одлучујућој утамици победила, Југославију у гостима са 4 : 2. 
У следећем купу се прешло на годишње играње турнира сваки пут у другој земљи у трајању од недељу дана. Екипе су играле по принципу свако са сваким једну утакмицу.
Такмичење је прекидано неколико пута и после дужих пауза поново обнављано. Први прекид је био после 1937. и трајао је до 1946. Прво првенство после прекида одржано је на исти начин као и пре прекида, али већ 1947. у такмичење је укључена и Мађарска. Играло се од маја до октобра по једна утакмица.
У следћем купу 1948/49. у такмичење су се поред Мађарске укључиле и екипе из средње Европе, а то су биле екипе Пољске и Чехословачке.
Поново је настала пауза од 24 године. Покушај обнове 1973. са играњем по куп систему са полуфиналним утакмицама и финалном утакмицом није уродио плодом. Одржана су два такмичења 1973/76, и 1977/1980, које је било и последње. 
Укупно је одржано 11 такмичења. Највише успеха имала је репрезентација Румуније, која је победила 4 пута, освојивши први и последњи одржани куп. 
У следећој табели дат је преглед репрезентација са годинама када су освајале Балкански куп.

## Победници Балканског купа
|    | Држава      | Победници                       |
| 1. | Румунија    | 1929/31, 1933, 1936. и 1977/80. |
| 2. | Бугарска    | 1931, 1932. и 1973/76.          |
| 3. | Југославија | 1934/35. и 1935.                |
| 4. | Албанија    | 1946.                           |
| 5. | Мађарска    | 1947.                           |

## Најбољи стрелци по сезонама Купа
| Година  | Играч                                                             | Голови |
| ------- | ----------------------------------------------------------------- | ------ |
| 1929/31 | Јулиу Бодола Рудолф Ветцер                                        | 7      |
| 1931    | Асен Панчев                                                       | 3      |
| 1932    | Александар Живковић                                               | 5      |
| 1933    | Георге Чолак Штефан Добаји                                        | 4      |
| 1934/35 | Александар Тирнанић Александар Томашевић                          | 3      |
| 1935    | Љубомир Ангелов                                                   | 6      |
| 1936    | Александру Шварц                                                  | 4      |
| 1946    | Божидар Сандић Лоро Боричи Чамил Телити Пал Мираши Николај Реутер | 2      |
| 1947    | Ференц Деак                                                       | 5      |
| 1948    | Ференц Пушкаш                                                     | 5      |
| 1973/76 | Чемил Туран                                                       | 4      |
| 1977/80 | Ангел Јорданеску                                                  | 6      |

## Земље учеснице
| Држава       | Бр. учешћа | Издање                                                                             |
| ------------ | ---------- | ---------------------------------------------------------------------------------- |
| Бугарска     | 12         | 1929/31, 1931, 1932, 1933, 1934/35, 1935, 1936, 1946, 1947, 1948, 1973/76, 1977/80 |
| Румунија     | 11         | 1929/31, 1932, 1933, 1934/35, 1935, 1936, 1946, 1947, 1948, 1973/76, 1977/80       |
| Југославија  | 10         | 1929/31, 1931, 1932, 1933, 1934/35, 1935, 1946, 1947, 1948, 1977/80                |
| Грчка        | 8          | 1929/31, 1932, 1933, 1934/35, 1935, 1936, 1973/76, 1977/80                         |
| Турска       | 3          | 1931, 1973/76, 1977/80                                                             |
| Албанија     | 3          | 1946, 1947, 1948                                                                   |
| Мађарска     | 2          | 1947, 1948                                                                         |
| Пољска       | 1          | 1948                                                                               |
| Чехословачка | 1          | 1948                                                                               |